# Каттак
Ка́ттак, Ка́така (англ. Cuttack, ория କଟକ) — город на востоке Индии, в штате Орисса. Административный центр округа Каттак. Каттак расположен в 28 км к северо-востоку от Бхубанешвара, столицы Ориссы. Здесь расположен Высокий суд Ориссы. Название города — англизированная форма слова «Катак», в переводе означающего «форт» и отсылающего к древнему форту Барабати, вокруг которого вырос город. Площадь города — 138 км².
Основанный в 989 году н. э., Каттак был столицей Ориссы на протяжении почти тысячи лет до её переноса в Бхубанешвар в 1948 году. Каттак и Бхубанешвар часто называют городами-близнецами.

## История
Каттак основан как военное поселение правителем Нрупа Кешари из династии Кешари в 989 году н. э. В 1002 года в правление Марката Кешари в целях защиты нового города от наводнений был построен каменный вал. Предположительно Каттак стал столицей Одишы (Ориссы) в 1211 году во время правления Раджа Анангабхимадева из династии Ранняя Ганга. Во время правления династии Солар из Гаджапати (1435—1541) Каттак оставался столицей Одишы. После смерти Раджа Макунда дева, последнего индуистского правителя, Каттак перешёл под управлением мусульманских правителей.
К 1750 году Каттак перешёл по контроль правителей государства маратхов и стал быстро развиваться как важный деловой центр, являясь удобным местом для деловых контактов между маратхами Нагпура и английскими торговцами из Бенгалии. В 1803 году был оккупирован британцами. С 1816 года — столица провинции Орисса. Город оставался столицей Ориссы до 1948 года, когда столица была перенесена в Бхубанешвар.

## География
Средняя высота над уровнем моря — 38 м. Каттак расположен в изголовье дельты реки Маханади и со всех сторон окружён рекой и её протоками.
Климат
Климат города характеризуется как тропический климат с сухой зимой и дождливым летом. Самые жаркие масяцы — апрель и май, со средними максимумами 35,4 и 37,0 °C соответственно. Самые холодные месяцы — декабрь и январь, со средними минимумами 15,0 и 15,2 °C соответственно. Сезон дождей продолжается с июля по октябрь; самый дождливый месяц — август (401,1 мм осадков). Самый засушливый месяц — февраль, среднее количество осадков которого составляет всего 26 мм. Ввиду близкого расположения к Бенгальскому заливу город подвержен влиянию циклонов. Нередко летние циклоны наносят существенный ущерб городу. В 1971 году один из таких циклонов привёл к гибели более 10 000 человек.
| Показатель                    | Янв. | Фев. | Март | Апр. | Май  | Июнь | Июль | Авг. | Сен. | Окт. | Нояб. | Дек. | Год   |
| ----------------------------- | ---- | ---- | ---- | ---- | ---- | ---- | ---- | ---- | ---- | ---- | ----- | ---- | ----- |
| Средний суточный максимум, °C | 28,7 | 31,4 | 34,9 | 36,9 | 37,2 | 35,3 | 32,2 | 31,6 | 32,1 | 32,2 | 30,4  | 28,4 | 32,6  |
| Средняя температура, °C       | 22,2 | 25,1 | 28,6 | 30,9 | 31,7 | 30,7 | 28,7 | 28,4 | 28,5 | 27,6 | 24,9  | 22,0 | 27,44 |
| Средний суточный минимум, °C  | 15,6 | 18,7 | 22,2 | 25,0 | 26,2 | 26,1 | 25,2 | 25,1 | 24,8 | 23,0 | 19,4  | 15,6 | 22,24 |
| Норма осадков, мм             | 12   | 25   | 36   | 33   | 81   | 208  | 356  | 320  | 256  | 141  | 19    | 4    | 1491  |
| Источник:                     |      |      |      |      |      |      |      |      |      |      |       |      |       |

## Население
| Религии в Каттаке | Религии в Каттаке | Религии в Каттаке | Религии в Каттаке | Религии в Каттаке |
| Религия           |                   |                   | Процент           |                   |
| ----------------- | ----------------- | ----------------- | ----------------- | ----------------- |
| Индуизм           |                   |                   | 94 %              |                   |
| ислам             |                   |                   | 5 %               |                   |
| Другие            |                   |                   | 1 %               |                   |

Согласно переписи 2011 года, население города составляет 606 007 человек. Мужчины составляют 52 % населения, женщины соответственно 48 %. Средний уровень грамотности — 77 % (86 % — для мужчин и 67 % — для женщин). 29 % населения составляют лица в возрасте младше 14 лет. Около 94 % населения Каттака исповедуют индуизм; около 5 % — ислам, имеется также некоторое количество христиан и сикхов.
Население городской агломерации по данным этой же переписи составляет 658 986 человек.

## Экономика и транспорт
Промышленность в Каттаке представлена такими отраслями как металлургия, автомобилестроение, энергетика, текстильная отрасль и др.
Ближайший аэропорт, принимающий регулярные рейсы, расположен в Бхубанешваре, примерно в 28 км от Каттака. Город является важной железнодорожной станцией на ветке, ведущей из Хаоры в Ченнаи. Через Каттак также проходит национальное шоссе № 5.

## Известные уроженцы
- Субхас Чандра Бос — один из лидеров Индийского движения за независимость